# Pilar
Pilar este un oraș în statul Alagoas (AL) din Brazilia. La recensământul din 2005 avea o populație de 32.421 pe o suprafață de 249 km². La data de 28 martie 1876, în orașul Pilar a avut loc ultima execuție oficială din Brazilia.